# The all European hero
The all European hero is het vierde studioalbum van Galleon. Galleon naderde met dit album het format conceptalbum, de muziek van alle nummers sluit (figuurlijk) op elkaar aan. Het album is opgenomen in Ljusne, Zweden.

## Musici
- Göran Fors – zang, basgitaar, baspedalen
- Dan Fors – slagwerk
- Micke Värn – gitaar
- Ulf Petterson – toetsinstrumenten, piano (opgenomen in Söderhamn).

## Muziek
| Nr. | Titel                    | Duur |
| --- | ------------------------ | ---- |
| 1.  | The all European intro   | 9:42 |
| 2.  | Trafalgar Square         | 5:48 |
| 3.  | The Russian ice princess | 6:13 |
| 4.  | Jack’s slumber party     | 4:30 |
| 5.  | Paternity suite          | 5:04 |
| 6.  | Seeking knowledge        | 8:38 |
| 7.  | European anthem          | 9:56 |
| 8.  | Repent                   | 5:24 |